# Bror Vingren
Bror Vingren (ur. 20 marca 1906, zm. 14 września 1980) – szwedzki zapaśnik walczący w stylu wolnym. Olimpijczyk z Los Angeles 1932, gdzie zajął siódme miejsce w wadze koguciej.
Mistrz kraju w 1932 roku. 

## Letnie Igrzyska Olimpijskie 1932
| Konkurencja      | Rundy eliminacyjne           | Rundy eliminacyjne   | Klas. końcowa |
| Konkurencja      | Przeciwnik I                 | Przeciwnik II        | Miejsce       |
| ---------------- | ---------------------------- | -------------------- | ------------- |
| 56 kg styl wolny | Julien Depuychaffray (FRA) P | Ödön Zombori (HUN) P | 7.            |